# Allocosa sangtoda
Allocosa sangtoda este o specie de păianjeni din genul Allocosa, familia Lycosidae, descrisă de Roewer, 1960.
Este endemică în Afghanistan. Conform Catalogue of Life specia Allocosa sangtoda nu are subspecii cunoscute.